# Emile Duson
Emile Paul Joseph Duson (* 1. Dezember 1904 in Semarang, Niederländisch-Indien; † 15. März 1942 in Tiga Runga, Niederländisch-Indien) war ein niederländischer Hockeyspieler, der bei den Olympischen Spielen 1928 die Silbermedaille erhielt.

## Karriere
Emile Duson war ein Mittelfeldspieler vom Amsterdamsche Hockey & Bandy Club, der von 1925 bis 1929 fünfmal in Folge niederländischer Meister war. Er bestritt 13 Länderspiele für die niederländische Nationalmannschaft.
Beim olympischen Turnier 1928 war Emile Duson Mittelläufer der niederländischen Mannschaft. Die indische Mannschaft gewann die eine Vorrundengruppe vor den Belgiern, in der anderen Vorrundengruppe platzierten sich die Niederländer vor der deutschen Mannschaft. Im Finale trafen die beiden Gruppenersten aufeinander und die indische Mannschaft gewann mit 3:0.
Emile Duson starb 1942 in einem japanischen Internierungslager.